# فلورا سام
فلورا سام (زادهٔ ۱۲ آبان ۱۳۴۴ در شیراز) بازیگر، نویسنده و کارگردان تلویزیون و تئاتر ایرانی است.

## زندگی
فلورا سام در سال ۱۳۶۳ با مجید اوجی، تهیه‌کننده ازدواج کرد و در سال ۱۳۶۶ با انتخاب رشته نمایش وارد دانشگاه تهران شد. شروع فعالیت حرفه‌ای وی در تلویزیون  با بازی در مجموعهٔ تلویزیونی «مهر و ماه» در سال ۱۳۶۹ به کارگردانی حمید لبخنده بود. او همچنین در مجموعه‌های شیخ مفید، روزهای زندگی، همسایه‌ها، شبی از شب‌ها، نشانی و ماه عسل ایفای نقش کرده‌است. مجموعه تلویزیونی توطئهٔ فامیلی، آخرین کار اوست. فیلمنامهٔ این مجموعه تلویزیونی را نیز او نوشته بود.
آخرین فیلمنامه پخش شده توسط صدا و سیما که به دست وی نوشته شده با عنوان تا... رهایی است که در پاییز ۹۰ شروع به پخش شده‌است. مجموعه تلویزیونی راز پنهان در ماه رمضان سال ۱۳۹۱ از تلویزیون پخش شد که نویسندگی و کارگردانی آن به عهده فلورا سام بود. در ایام نوروز ۱۳۹۳ «ما فرشته نیستیم» از این کارگردان از شبکه تهران پخش شد.

## فیلم‌شناسی
|    | نام                         | سال       | سمت                                               | توضیحات      |
| -- | --------------------------- | --------- | ------------------------------------------------- | ------------ |
| ۱  | مرضیه                       | ۱۳۹۸      | نویسنده و کارگردان                                | شبکه دو      |
| ۲  | قرارمون پارک شهر            | ۱۳۹۵      | نویسنده و کارگردان                                | فیلم سینمایی |
| ۳  | ما فرشته نیستیم             | ۱۳۹۳      | نویسنده و کارگردان                                | شبکه پنج     |
| ۴  | باغ سرهنگ                   | ۱۳۹۲      | نویسنده، کارگردان و بازیگر (فصل دوم شبکه دو سیما) | شبکه پنج     |
| ۵  | بی‌قرار ۱ و ۲                | ۱۳۹۲      | نویسنده، کارگردان و بازیگر (فصل دوم شبکه دو سیما) | شبکه یک      |
| ۶  | راز پنهان                   | ۱۳۹۱      | نویسنده، کارگردان و بازیگر                        | شبکه یک      |
| ۷  | توطئه فامیلی                | ۱۳۹۰      | نویسنده و بازیگر                                  | شبکه یک      |
| ۸  | راز و نیاز                  | ۱۳۹۰      | نویسنده و کارگردان                                | شبکه یک      |
| ۹  | بوی خاک عطر گلاب (تله فیلم) | ۱۳۸۹      | نویسنده و کارگردان                                | شبکه یک      |
| ۱۰ | ماه عسل                     | ۱۳۸۸      | بازیگر و نویسنده                                  | شبکه دو      |
| ۱۱ | نشانی                       | ۱۳۸۷      | بازیگر و نویسنده                                  | شبکه دو      |
| ۱۲ | شبی از شب‌ها                 | ۱۳۸۴      | بازیگر                                            | شبکه سه      |
| ۱۳ | مشق عشق                     | ۱۳۸۳      | نویسنده                                           | شبکه یک      |
| ۱۴ | همسایه‌ها                    | ۱۳۷۹      | بازیگر                                            | شبکه سه      |
| ۱۵ | روزهای زندگی                | ۱۳۷۸–۱۳۷۷ | بازیگر                                            | شبکه سه      |
| ۱۶ | شیخ مفید                    | ۱۳۷۴      | بازیگر                                            | فیلم سینمایی |
| ۱۷ | خورشید شب                   | ۱۳۷۳      | بازیگر                                            | شبکه دو      |
| ۱۸ | پدرسالار                    | ۱۳۷۲      | چهره پرداز                                        | شبکه دو      |
| ۱۹ | مزد ترس                     | ۱۳۷۱      | چهره پرداز                                        | شبکه دو      |
| ۲۰ | مهر و ماه                   | ۱۳۶۹      | بازیگر                                            | شبکه دو      |